# Hroznatín
Hroznatín (německy Hrosniatin, Hrozniatin, Roznatin) je obec v okrese Třebíč v Kraji Vysočina, asi 7 km jihozápadně od Velkého Meziříčí a 9 km severně od Třebíče. Žije zde 111 obyvatel.
Sousedními obcemi sídla jsou Vlčatín, Benetice, Bochovice, Horní Vilémovice, Rudíkov, Přeckov a Horní Heřmanice.

## Geografie
Hroznatínem prochází ze východu na západ silnice z Rudíkova k silnici II/349, po stejné silnici vede i cyklostezka 5112. Jižně pak ještě vede silnice do Benetic. Přes zastavěné území obce prochází žlutá turistická stezka.
Většina území obce je poměrně kopcovitá a z větší části zalesněna lesy či remízky, část je i zemědělsky využívána. 
Na severním okraji území nedaleko Batouchovic pramení na území obce z rybníčku nepojmenovaný potok, ten pak teče dál na sever přes Batouchovice a je zdrojnicí Batouchovického potoka. Severozápadně od zastavěného území obce pramení Hroznatínský potok na jehož toku se nachází několik rybníků, potok se následně východně od území obce vlévá do Oslavičky. Oslavička pramení západně od hranic území obce a následně teče na východ a tvoří velkou část jižní hranice území obce, posléze se u Petrávče vlévá do Oslavy.
Území obce je výrazně kopcovité, nadmořská výška se pohybuje kolem 600–650 metrů nad moře, východně od zastavěného území obce se nachází vrchol Bukový kopec (600 m), na západním okraji území obce se nachází nepojmenovaný vrchol s kótou 604 m. 
Zastavěné území obce se nachází na východním okraji území obce.

## Historie

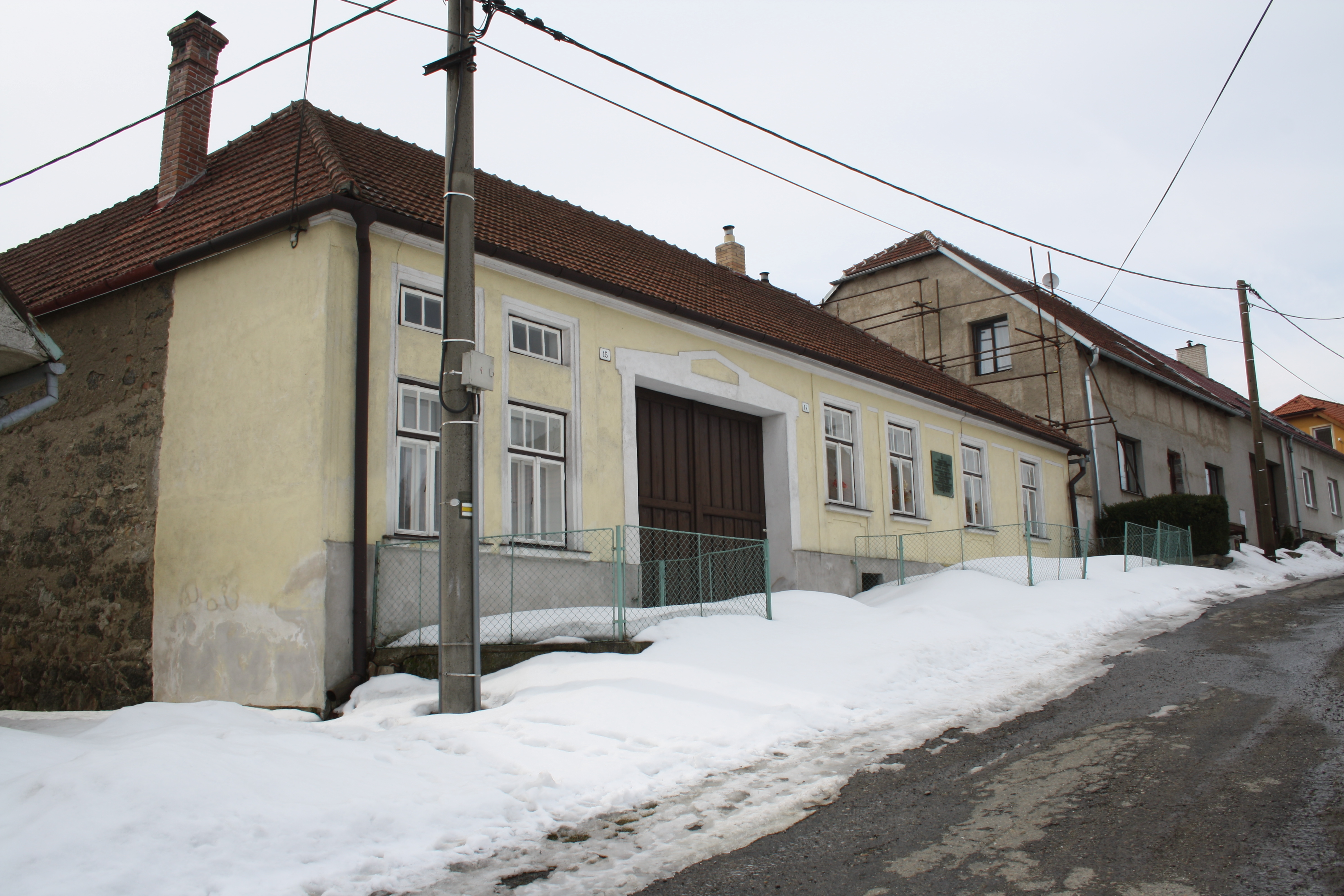
Rodný dům Ludvíka Svobody

První písemná zmínka o obci pochází z roku 1365. Název nese podle svého zakladatele Hroznaty. První písemná zmínka pochází z roku 1365, kdy je zmíněno věno Jana z Meziříčí manželce Anně ze Šternberka. V roce 1447 se majitelem vesnice stal Mikuláš z Náramče, ale ten ji hned téhož roku prodal Anně z Březníka. V roce 1453 pak zakoupil vesnici Ondřej Něpra z Oslavice na Pozďatíně, jeho syn Mikuláš Něpr pak v roce 1497 prodal Zikmundovi z Mírova Pozďatín, Vlčatín, Hroznatín a Bochovice. V roce 1538 pak vesnice přešla do majetku Smilovi Osovskému z Doubravice a v roce 1555 pak vesnici získal Burian Osovský z Doubravice, který ji prodal Oldřichovi z Lomnice a vesnice tak patřila pod náměšťské panství. V roce 1881 byl Jindřichem Haugwicem prodán Hroznatín, Batouchovice, Vlčatín a Bochovice Ludvíkovi a Jindřichovi Hellerovým a Adolfovi Lieblichovi.
Roku 1895 se ve vesnici narodil československý prezident a generál Ludvík Svoboda. Po propuštění z vězení v roce 1952 pracoval krátce ve zdejším JZD, v obci také žila jeho manželka Irena Svobodová. Během první světové války byla velká část občanů mužského pohlaví povolána do války, ve válce umřelo 6 mužů ze vsi. V roce 1928 byla dokončena stavba silnice mezi Rudíkovem a Hroznatínem a v roce 1947 pak byla vybudována silnice mezi Hroznatínem a spojkou mezi Beneticemi a Bochovicemi a téhož roku byl v obci zaveden vodovod. V roce 1949 pak bylo v obci založeno JZD a v roce 1951 pak také sbor dobrovolných hasičů. Od roku 1960 připadl Hroznatín správně pod okres Třebíč, do té doby byl v okresu Velké Meziříčí. Roku 1961 bylo místní JZD sloučeno s JZD Rudíkov a v roce 1964 byl Hroznatín začleněn pod Rudíkov. V září 1969 navštívil obec rodák a prezident ČSSR Ludvík Svoboda. Od roku 1970 do roku 1975 probíhala v Rudíkově stavba nové školní budovy, ta pak byla otevřena v roce 1975. V roce 1980 pak byla odhalena pamětní deska Ludvíka Svobody a v roce 1985 byl v jeho rodném domě otevřen Památník armádního generála Ludvíka Svobody.
V roce 1990 se Hroznatín správně oddělil od Rudíkova a stal se samostatnou obcí a roku 1992 byla ukončena činnost Památníku Ludvíka Svobody. Roku 2000 byla postavena zvonička na návsi a v roce 2003 byla obec plynofikována.
V roce 2019 bylo rozhodnuto, že obec v obci vyčlení pozemek pro stavbu nového kulturního domu, část staveb provedou v rámci brigády dobrovolně přímo občané obce. Stavba byla dokončena v červenci roku 2020, cena nakonec dosáhla 6,3 milionu Kč, proti původně plánovaných 9,3 milionu Kč. Slavnostní otevření kulturního domu bylo spojeno s oslavami 655 let od první písemné zmínky.
Do roku 1849 patřil Hroznatín do náměšťského panství, od roku 1850 patřil do okresu Jihlava, pak od roku 1855 do okresu Velké Meziříčí a od roku 1960 do okresu Třebíč. Mezi lety 1850 a 1882 patřil Hroznatín pod Rudíkov a mezi lety 1964 a 1990 byla obec začleněna opět pod Rudíkov, následně se obec osamostatnila.
| Rok            | 1869 | 1880 | 1890 | 1900 | 1910 | 1921 | 1930 | 1950 | 1961 | 1970 | 1980 | 1991 | 2001 | 2011 | 2021 |
| -------------- | ---- | ---- | ---- | ---- | ---- | ---- | ---- | ---- | ---- | ---- | ---- | ---- | ---- | ---- | ---- |
| Počet obyvatel | 152  | 189  | 170  | 167  | 176  | 208  | 186  | 164  | 176  | 158  | 146  | 112  | 99   | 99   | 111  |
| Počet domů     | 27   | 29   | 29   | 30   | 36   | 33   | 35   | 45   | 30   | 37   | 36   | 37   | 34   | 36   | 40   |

## Politika
Z Hroznatína pocházel československý prezident Ludvík Svoboda.

### Volby do Poslanecké sněmovny
|       | 2006              | 2010              | 2013               | 2017              | 2021              |
| ----- | ----------------- | ----------------- | ------------------ | ----------------- | ----------------- |
| 1.    | ČSSD (33,33 %)    | ČSSD (21,05 %)    | ANO 2011 (21,56 %) | ANO (37,5 %)      | SPD (19,29 %)     |
| 2.    | KDU-ČSL (29,41 %) | TOP 09 (21,05 %)  | ČSSD (19,6 %)      | Piráti (14,28 %)  | ANO (19,29 %)     |
| 3.    | ODS (23,52 %)     | VV (19,29 %)      | TOP 09 (13,72 %)   | SPD (12,5 %)      | TSS (15,78 %)     |
| účast | 64,56 % (51 z 79) | 68,67 % (57 z 83) | 64,56 % (51 z 79)  | 65,12 % (56 z 86) | 61,70 % (58 z 94) |

### Volby do krajského zastupitelstva
|      | 1.                            | 2.                     | 3.                         | účast             |
| ---- | ----------------------------- | ---------------------- | -------------------------- | ----------------- |
| 2000 | SNK (25,8 %)                  | 4KOALICE (22,58 %)     | SV (16,12 %)               | 40 % (34 z 85)    |
| 2004 | KDU-ČSL (61,53 %)             | SNK (15,38 %)          | NEZ (7,69 %)               | 15,66 % (13 z 83) |
| 2008 | DOHODA pro Vysočinu (31,25 %) | ČSSD (31,25 %)         | KDU-ČSL (12,5 %)           | 37,21 % (32 z 86) |
| 2012 | ČSSD (34,48 %)                | Pro Vysočinu (34,48 %) | KSČM (13,79 %)             | 35,8 % (29 z 81)  |
| 2016 | STAN+SNK ED (25 %)            | ANO 2011 (22,5 %)      | KDU-ČSL (15 %)             | 50,62 % (41 z 81) |
| 2020 | STAN+SNK ED (40,54 %)         | KDU-ČSL (10,81 %)      | Piráti (10,81 %)           | 40,66 % (37 z 91) |
| 2024 | ODS+TOP 09+STO (32,5 %)       | ANO (22,5 %)           | SPD+Trikolora+PRO (17,5 %) | 43,62 % (41 z 94) |

### Prezidentské volby
V prvním kole prezidentských voleb v roce 2013 první místo obsadil Miloš Zeman (19 hlasů), druhé místo obsadil Jan Fischer (10 hlasů) a třetí místo obsadil Karel Schwarzenberg (8 hlasů). Volební účast byla 67,07 %, tj. 55 ze 82 oprávněných voličů. V druhém kole prezidentských voleb v roce 2013 první místo obsadil Miloš Zeman (31 hlasů) a druhé místo obsadil Karel Schwarzenberg (19 hlasů). Volební účast byla 60,98 %, tj. 50 ze 82 oprávněných voličů.
V prvním kole prezidentských voleb v roce 2018 první místo obsadil Miloš Zeman (31 hlasů), druhé místo obsadil Jiří Drahoš (15 hlasů) a třetí místo obsadil Marek Hilšer (6 hlasů). Volební účast byla 72,62 %, tj. 61 ze 84 oprávněných voličů. V druhém kole prezidentských voleb v roce 2018 první místo obsadil Miloš Zeman (36 hlasů) a druhé místo obsadil Jiří Drahoš (24 hlasů). Volební účast byla 71,43 %, tj. 60 ze 84 oprávněných voličů.
V prvním kole prezidentských voleb v roce 2023 první místo obsadil Petr Pavel (20 hlasů), druhé místo obsadil Andrej Babiš (18 hlasů) a třetí místo obsadila Danuše Nerudová (12 hlasů). Volební účast byla 67,39 %, tj. 62 ze 92 oprávněných voličů. V druhém kole prezidentských voleb v roce 2023 první místo obsadil Petr Pavel (39 hlasů) a druhé místo obsadil Andrej Babiš (27 hlasů). Volební účast byla 72,53 %, tj. 66 ze 91 oprávněných voličů.

## Pamětihodnosti
- Zvonička – stojí na základech zbouraných kapliček
- Památník armádního generála Ludvíka Svobody
- Pamětní deska Ludvíku Svobodovi na rodném domě[30]
- Pomník Ludvíku Svobodovi na návsi[31]

## Osobnosti
- Ludvík Svoboda (1895–1979), prezident, generál
- Irena Svobodová (1901–1980), manželka prezidenta

## Kultura a turismus
U Hroznatína byl postaven na vodovodu z vodní nádrže Mostiště vodojem v podobě jehlanu.